# コースト・ウォッチャーズ
コースト・ウォッチャーズ(沿岸監視員,Coastwatchers)、若しくは沿岸監視機関(Coast Watch Organisation)、合同地域諜報局(Combined Field Intelligence Service)、或いは連合情報事務局C部(Section "C" Allied Intelligence Bureau)は、連合国軍の情報戦のため、遠隔の太平洋諸島に第二次世界大戦（太平洋戦争）時に配置され、敵軍の動静を監視し、敵前で取り残された連合軍兵士を救助するため活動した連合軍の情報組織、及びその要員のことである。監視員達は太平洋戦域や南西太平洋戦域で重要な役割を果たし、特に、早期警戒のネットワークとしてガダルカナルの戦いの間機能した。

## 概要

### 前史
総計で400名以上、一説では最盛期に800名の沿岸監視員達がおり、殆どがオーストラリア軍の士官、ニュージーランドの復員軍人、南太平洋の島々の先住民達、逃亡に成功した連合軍捕虜達であった。
戦史研究者の近藤新治によれば、オーストラリア軍がこの種の警戒任務に興味を持ったのは第1次世界大戦が勃発した1914年で、海軍の西部豪州海軍管区司令官（District Naval Officer Western Australia）から意見が出されていると言う。当時ドイツの植民地を奪って躍進する日本をオーストラリアは極端に（日本と同盟関係にあった英本国以上に）警戒し、1918年頃から日系人や日本商人に関しての膨大なスパイ報告を積み上げた。これらは戦後オーストラリアの歴史研究誌『Historical Review』にオルトンという人物が記事を書いたが、報告には偏見の混じった内容も多かったと言う。

### 組織化
上述のような背景を抱えつつ、監視組織の具体化の過程で問題となったのは、人選と業務の実施要領であった。人選の候補としては、警官、官吏、宣教師、民航パイロット、植民地巡視官、椰子プランテーション経営者などが挙げられた。実施要領の作成で問題となったのは連絡手段であるが、これは離島への通信であるので、100kmから200kmの通信距離が要求され、電波伝搬特性を勘案し、電離層反射が使える中波の無線機（形式名称：Type 3B）が選定された。通信方式は電話ではなく電信を主とした。なお、実際の通達距離は電話で最大400マイル、電信で最大600マイルとの結論が出されている。第二次世界大戦当時でも沿岸監視で使用する用途の中波無線機となるとバッテリーなどがかさばって非常に重く、運搬には12～13人ほどの要員が必要であった為、一つの班はこの人数が基準となった。
この無線機を調達する為国策会社（Amalgamated Wireless Australia）が設立され、ポートモレスビー、ラバウルを基本的な拠点とし、そこから支所を雨後の竹の子のように開設していった。なお、通信内容は平文ではなく簡単な乱数表による暗号化がなされている。暗号化の余裕が無い時には「以前、警察署長をしていたことのある背の高いクリスチャン」と言ったような、地域住民のみが知るローカルなヒントを用いて秘匿する試みもなされた。
オーストラリアの沿岸監視機関はエリック・フェルドオーストラリア海軍少佐に指揮され、豪北タウンズビルに拠点を置いた。同市には陸海軍の統合方面司令部(Combined Operational Intelligence Center)があり、情報部門も陸海軍統合運用であったという。フェルドは1939年9月21日に着任し、組織化と各班への無線機の基配備は1940年8月までになされた。政府は当初予算の計上を渋ったが、欧州の戦火拡大を見て姿勢を変化させた。フェルドは職務熱心だったので、要員の候補者の大半と面接したと言う。なお、フェルドは選任に当たってラジオ、無線機の所有者を優先した。8月の時点では、島伝いに拠点が連続的に配置され、豪雨時以外は昼間はほぼカバーすることが可能となった。また、海軍の情報将校がポートモレスビー、ラバウル、ツラギ、ニュージョージア島のヴィラの4箇所に配置され、中間の組織として各拠点とモレスビー、タウンズビルへの情報吸い上げの中で取捨選別の役割を果たさせた。なお、各拠点には3～6か月分の食料を集積し、兵站対策とした。

### 監視活動の考え方
フェルドは機関の暗号名（コードネーム）として「フェルディナンド」(Ferdinand)を選んだが、これは当時人気だった児童書、「牡牛フェルディナンド」(Ferdinand the Bull)から取ったものである。 彼は、これについて次のように述べている。
この例えに代表されるように、日本軍へ監視活動が暴露しないように、細心の注意が払われた。
暴露した場合の処置が問題として浮かび上がったのは1940年8月、ポートモレスビーを日本軍に占領された場合を想定した研究が実施された際のことである。当初は物理的対策として、内陸に30マイル後退して予備通信所を設置することとした。しかし間もなく根本的な問題として、同地に限らず、敵が監視拠点のある地域に進軍してきた場合、要員に報告を継続させるかが問題となった。この討議はオーストラリア海軍省が実施したが、当時の国際法上は占領地域の民間人は情報発信の権利を失うと解された。また、現地要員に何を以って占領状態と判断させるかも検討したが、現地での判断は不可能と結論した。その結果、占領された場合は「情報を送るな」という命令はせず、「報告をしてくれることを希望するが、敵地に残れという命令はしない」と命じる旨が決められた。
しかし、開戦後日本軍がラバウル・ソロモン諸島に進撃してくると、愛国心により被占領地から発信する者が相次いだ。そのため、占領地の拠点に対しては「報告の価値無し、発信により却って味方への妨害行動となる」旨を返信し、安全確保に配慮をした。また、スパイ容疑での処刑を避けるため、日本と開戦して4、5ヶ月が経過した頃、要員に軍籍を与えることとなり、制服と階級章一式が輸送機より投下された。
なお、実際の監視活動の結果から、日頃大言壮語をしたり、熱烈な愛国的言辞をする監視員は現場では役に立たない傾向があるとの所見が出されたと言う。

### 活動の概略
戦争中、機関の活動はソロモン諸島を構成している約1000の島々で日本軍の活動を監視する上で特に重要であった。多数の人員が沿岸監視任務に参加し、敵軍の後背で作戦した。当初民間人出身者はそのままの扱いだったが、開戦後暫くしてからはオーストラリア海軍の義勇兵(RANVR)として任命された。当初は監視員達の身分はこれは捕まった際の身の安全を保障するための措置であったが、日本軍は必ず認識してくれたわけではなく、数名は処刑された。監視員の数は逃亡した連合国軍の要員や民間人により増大していった。変わった事例としては、3人のドイツ人宣教師が日本軍の捕囚から逃れた後に、監視員を支援した。当時ドイツは日本の同盟国であったにもかかわらずである。
なお、監視内容は単に敵の異常な動きを察知して都度報告するのみならず、集積した情報から各艦船の航跡図を作成して、戦場となった海域に出入りする艦船を数え上げることまでやる入念な内容だった。

## エピソード

### ガダルカナルの戦い
ウォッチタワー作戦が開始される前はガダルカナル島での現地民と日本軍との関係は牧歌的であった。設営隊は現地人を日雇いで労働させて日当を渡しており、その頃の資料は防衛研究所戦史部にも豊富に残っているという。しかし、米軍が上陸してからは住民は日本軍を避けるようになり、積極的に連合軍に協力した。日本軍各部隊の装備の情報提供はもとより、視程の極端に悪いジャングル地帯での行軍も積極的に案内したと言う。このこともあり、米軍は日本軍より早く進軍することが可能であった。
なお、日本軍は戦前当地の情報収集に不熱心だったことがよく知られている。1940年に高千穂丸に乗船した陸軍少佐豊福徹夫が偵察をした程度だったが、現地の警戒振りは既に厳重であり、オーストラリア側の記録では同船の目的が諜報にあることは見破られていた。こうした背景に加えて住民との関係も連合国に大差をつけられ、自前の住民組織を欠いていたため、敵国の植民地の庭先で戦術に必要な地誌情報が殆ど無い状態となった。
1942年に、ブーゲンビル島の2人の監視員、リード(Read)とメイスン(Mason)は、日本の軍艦と航空機の早期警戒のためアメリカ海軍への無線通報に従事していた。この通報では敵の部隊の数、型式、速度が報告されている。監視員の報告によって米軍は航空機を発進させ、限られた時間内に、攻撃任務に従事させることが出来た。実際にガダルカナルを巡る戦いで日本機の監視に従事していたのはもちろんこの2人だけではなかった。日本海軍はラバウルから長距離を飛来して攻撃に向かったが、島に到達する2時間以上前から編隊の動きは視認されており、ヘンダーソン基地の機体は邀撃や空中退避を余裕を持って行うことが出来た。なお、ウィリアム・ハルゼー海軍大将は後に「2人の男がガダルカナルを救った」と述べた。メイスン等は組織上はホノルル放送系に属し、ガダルカナルに通報していたと言う
最も叙勲された監視員の1人はジェイコブ・C・ヴォウザ曹長で、1941年に地区警察から引退し、監視任務に志願した後捕らえられ、残虐な尋問を受けた。ジェイコブは生き延びて逃亡し、アメリカ海兵隊と接触して日本軍の攻撃が差し迫っていることを警告した。ジェイコブは負傷から回復した後、海兵隊のため偵察を継続した。 彼は、米軍功章の銀星章を授与された後にナイトとして大英帝国勲章第五位に叙された。

### 日本軍司令部へのスパイ活動
日本軍はショートランド島に水上機の拠点を持っており、さらにサンタイサベル島にも前進拠点を構築して発着に使用していた。この前進拠点はレカタ基地と呼ばれていた。基地の指揮官は現地住民のある青年を可愛がり、食べ物や日用品を与えるばかりでなく、司令官の私室すら自由に出入りさせていたが、この青年は監視組織の指揮下にあり、彼の敵情報告は全てレンドバの連合軍に通報されていたと言う。このことを戦後知った元海軍士官の野村良介は、警戒厳重なショートランドより情報が取り易かったのではないかと推測している。また、暗号解読より住民の監視網による報告の方が価値があった可能性も指摘した。

### カムフラージュ
なお、当時の連合艦隊司令長官山本五十六は1943年4月、前線視察への移動中に搭乗機を撃墜され戦死した。これは、実際には暗号解読によって飛行予定を突き止めたことによる米軍の成果だが、暗号解読の事実が悟られないよう、撃墜を実施した戦闘機部隊には「沿岸監視員からの報告で飛行予定が判明した」と説明していたことがエドウィン・レイトン等により語られている。このように、監視員達の実績は良いカムフラージュとしても使われたのである。

### ジョン・F・ケネディ中尉の救助
1943年8月、アメリカ海軍中尉ジョン・F・ケネディ（後の第35代アメリカ合衆国大統領）と10人の乗員が魚雷艇（PT-109）の沈没により遭難した。オーストラリアの監視員(アーサー・レジナルド・エヴァンズ中尉)はPT109の爆発を確認した。その時、同艇は日本の駆逐艦（天霧）に衝突されたのである。アメリカ海軍は同艇を完全喪失と判断して乗員の生存可能性もをあきらめてしまったが、エヴァンズは2隻のソロモン諸島原住民による捜索隊を派遣した。その内1艘は、Biuki Gasaという名の男が操るカヌーだった。捜索隊は男達を発見し、ケネディはココナツの実の表面にエヴァンズ宛の伝文を彫りこみ、彼の艇の乗員の窮状と漂流位置を書き込んだ。未来の大統領はこうして救助され、20年後にエヴァンズをホワイトハウスに招待した。Gasaはアメリカ旅行をしなかった。後で主張したところによれば、招待は受けたが、イギリスの植民地当局が出席させないよう妨害したと言う。Gasaは村から出発して、ホニアラに到着したが、式典に間に合うように出立することが出来なかった。
「救出の後に、ケネディは、彼が再び私たちに会うと言いました。」と、Kumanaは『ケネディのPT109の捜索』（'The Search for Kennedy's PT-109'）で述べている。そして、「彼は大統領になったとき、我々を招待してくれた。しかし、空港に着いた時、我々はある事務員に引き会わされ、我々が出国出来ない旨を告げられた。Biukuと私が英語を全く話せないことが理由だった。私の気持ちはひどく沈んでしまった。」という証言を残している。

### 亜南極諸島への配置
第二次世界大戦中の1942年から1945年まで、ニュージーランドの科学者たちが亜南極の幾つかの島に滞在していた。ドイツ海軍の通商破壊艦がこれらの島を隠れ場所に使えないようにである。科学者ならこんな場所に送られても退屈に日を送るのではなく自分の研究に没頭するだろうという考えからであった。その後の科学文献では、科学者の配置場所は安全保障上の理由から「岬遠征隊」("The Cape Expedition")と呼ばれていた。組織のスタッフには後にニュージーランドの著名な科学者となるRobert Fallaも含まれていた。

### 即時通達の失敗
この仕組みは有効に機能する場面もあったが、全ての情報戦で顕著な活躍ばかり出来た訳ではなかった。例えば、左近允尚敏はマリアナ沖海戦について解説した際、6月15日11時と18時30分に、フィリピン中部をマリアナ諸島近海に向けて進撃していた日本第一機動艦隊を監視員が発見し直ちに無電を発信したものの、第5艦隊司令官レイモンド・スプルーアンスの元にこの報告が届いたのは2日後であり、スプールアンスが最初に得た日本艦隊の情報は、同日18時45分に発信された潜水艦フライングフィッシュからのものだったという。

## 終戦後
なお、フェルドは終戦直後の1946年には戦時の体験を纏めて著書『The Coastwatchers』を出版している。
日本側は軍の情報機関が組織的に監視員を配置していることまでは把握しておらず、実態を知ったのは戦後かなり経過してからであった。1987年に近藤が太平洋学会で本件を紹介した際にも、類書の和訳は無く、『The Coastwatchers』からの孫引きで講演した旨が語られている。

## 日本での類似例等
しかしながら、この種の発想が日本で全く存在しなかったわけではない。終戦前は陸軍中野学校のアイデアにより残置諜者の軍人が南方の幾つかの島々や沖縄などに配置された。これらは住民を利用し任務に敵軍の監視が含まれている点で共通するが、パルチザン的な抵抗活動の指揮のための性格も持たされており、敵との戦闘を避け監視に徹するコースト・ウォッチャーとは異なる部分もあった。

### 冷戦時代
太平洋戦争後の場合、1963年に実施された三矢研究において、後に世間一般に露見し問題となった文書『三十八年度、陸上自衛隊指揮所演習（三八-CRX）』では、第二篇「演習成果」第六章方面隊等の陸幕に対する要請事項内に、沿岸監視など間接的手段のみでは対象国の侵略意図の特定は到底不十分で、対外諜報活動が必要である旨が明記されており、同研究での沿岸監視の価値判断が理解できる。一方、同研究では平時準備として協力者、信望者、実力者、アジト、要員取得などを通じ、民間人を活用した地誌、情報網の整備が必要である旨も認めている。もっとも、同研究を論じた松本清張のように警戒心を露にする著名人も多く、同時期に大戦時の監視員を英雄扱いしたり、コメディで茶化したりしていた英米豪の戦勝国とは異なった受けとられ方が見られた。
近藤が講演した1980年代当時はまだ冷戦期であったこともあり、同セッションでは、このような組織を構成し国土防衛に資する可能性についても議論されているが、海上保安庁の場合は水上警察との境界について議論するレベルで、警察側は陸上の警察業務に保安庁を関わらせないようにする発想があり、沿岸監視の仕組みは警察組織には無かった。一方、法務省入国管理局には類似した発想があり、日本海沿岸の地方自治体を指定して、不審者の通報を目的とした仕組みが構築されていたと言う。

### 冷戦終結後
その後、2000年代には日本財団、海上保安庁の支援の下、海事・漁業関係者が一同に参加した民間沿岸監視団体「海守」が創設された。ただし「海守」は軍事組織ではなく、主に密漁、密航対策を目的としている。海上保安庁による沿岸監視については航法援助センター（灯台を管轄）を活用して2006年、職員が車両等で日本の海岸線を監視する沿岸監視隊（Coast Watch Team）が発足した。
なお、陸上自衛隊には情報を専門とする職種として情報科があり、沿岸監視隊(Coast Observation Unit）も一部の国境地域に配備されているが、これは民間人の協力を仰ぐ内容ではなく、全て自衛隊員による運用である。島嶼を本格的な根拠地とする部隊としては中国脅威論などを背景に先島諸島に部隊を新設する計画が存在する。この他、方面移動監視隊が存在する。
大戦中沿岸監視機関の中核にあったオーストラリアでは、戦後税関局の一部門として沿岸警備を主任務とする組織にCoastwatchの名前が引き継がれており、2000年代には不法入国対策に力を入れつつある。法執行機関以外ではCoast guards in Australiaとして2団体がある。

## 大衆文化
- エヴァンズは伝記映画『魚雷艇109』(PT 109)でも描かれ、ジミー・ディーンのヒット曲にも命名され、また、「PT-109」と呼ばれた。

- 1964年には、映画Father Gooseにてケーリー・グラントがやる気のない監視員を演じた。

- ミュージカル南太平洋では米海兵隊員が似たような任務の為送り込まれる。小説版では監視員は国外在住のイングランド人で「送金暮らし」（"The Remittance Man"）である。

- 映画The Wackiest Ship in the Army（1960年）では、Chips Rafferty（豪俳優）はオーストラリアの沿岸監視員役を演じた、彼はゲストスターとして1965年、テレビシリーズのThe Wackiest Ship in the Armyのあるエピソードに別の役で出演した。

- W. E. B. GriffinのThe Corps Seriesでは、グリフィンはオーストラリア人の沿岸監視員に信頼を寄せていくが、それはガダルカナルでの彼らの軍務を知ったからであった。

- Adventures in Odyssey（ラジオドラマ）のエピソードRescue from Manatugo PointとOperation: Dig Outでは、ガダルカナルの戦いでの英国人の沿岸監視員の救助について書かれている。